# Cratere Akeley
Akeley  è un cratere sulla superficie di Venere. È intitolato a Delia Akeley, esploratrice statunitense.